# Caravaggistes d'Utrecht

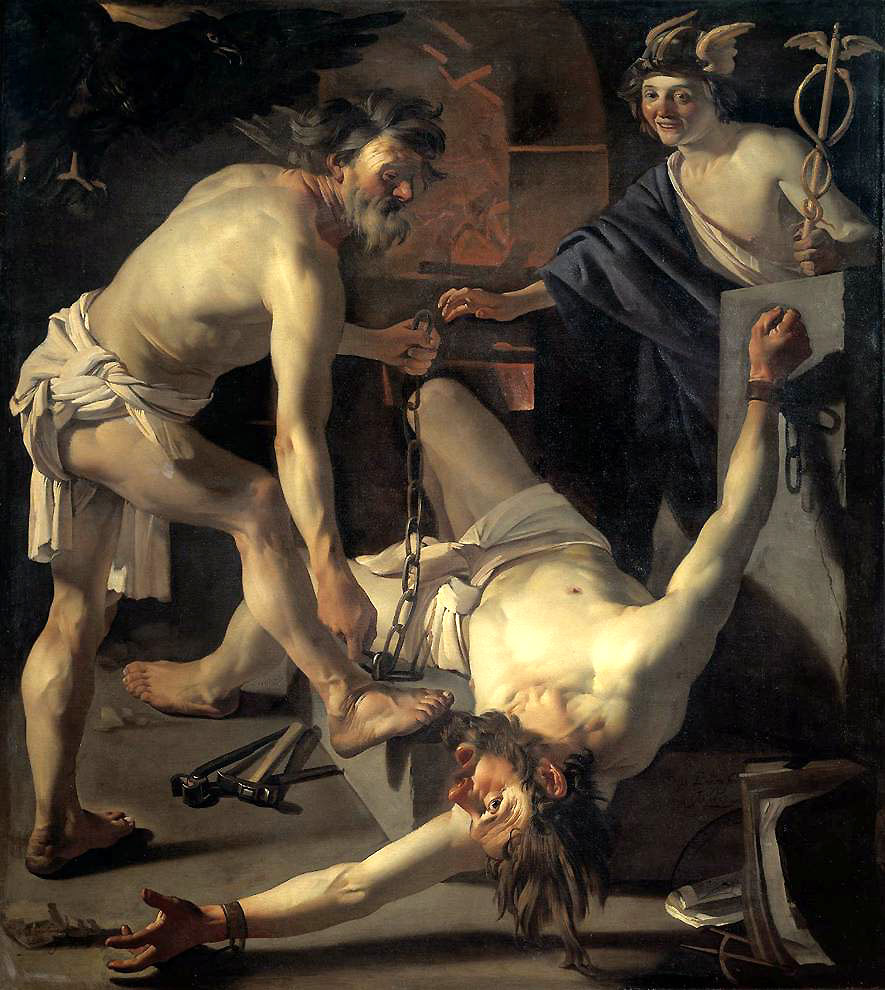
Prometeu encadenat per Vulcano per Dirck van Baburen (1623) Oli sobre tela, 202 x 184 cm, Rijksmuseum, Amsterdam

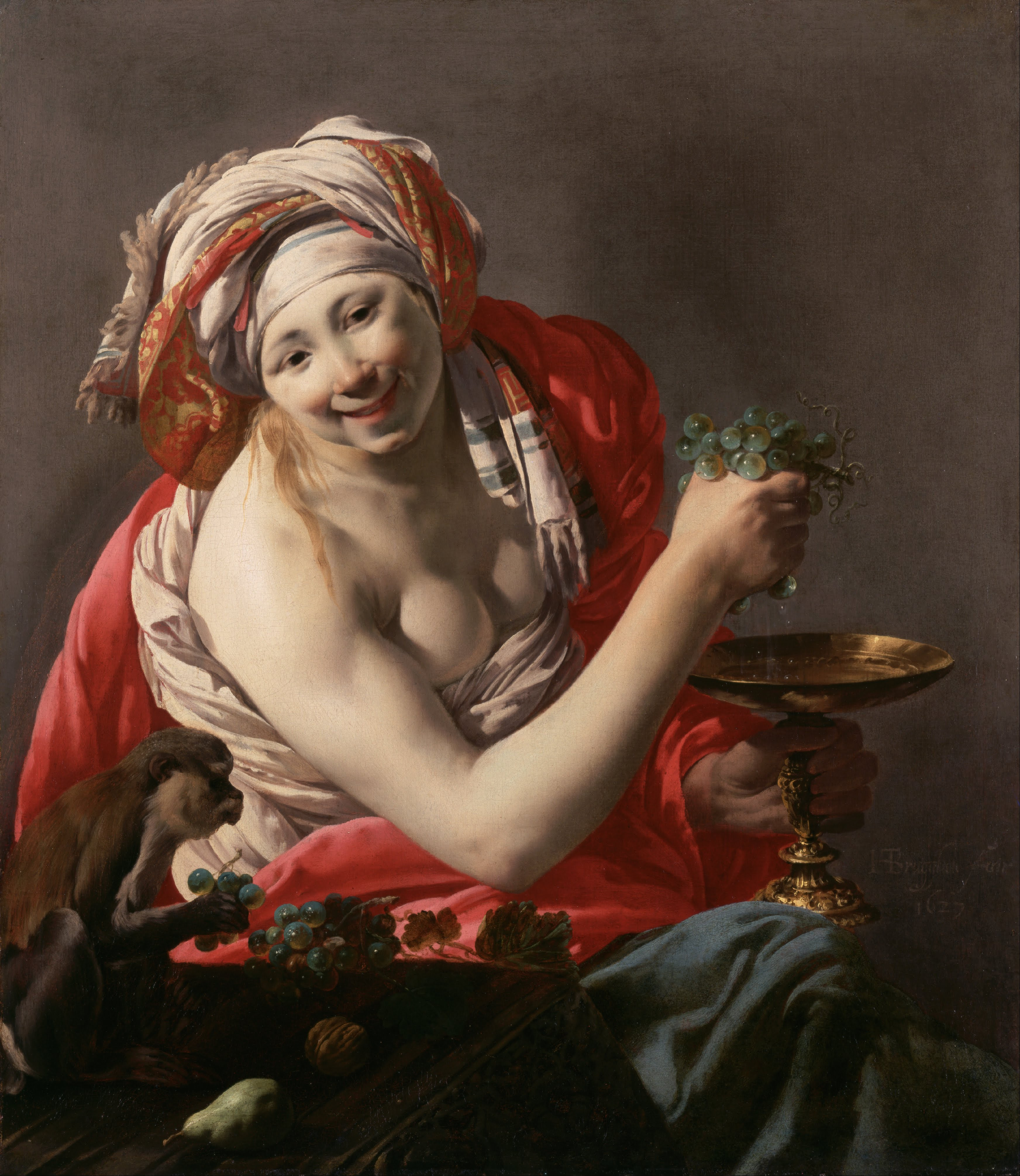
Hendrick ter Brugghen Bacchante amb un simi, 1637, Oli sobe tela, 102.9 x 90.2 cm., Getty Center

Els Caravaggistes d'Utrecht són aquells pintors barrocs clarament influïts per l'art i estil de Caravaggio, que varen ser actius principalment a la ciutat Holandesa d'Utrecht durant la primera part del segle xvii. 
Els pintors com Dirck van Baburen, Gerrit van Honthorst i Hendrick Terbrugghen varen estar a Roma entre 1610–1620, un temps en què el clarobscur de l'estil de Caravaggio era molt influent. Adam Elsheimer, també a Roma en aquell període, també va exercir, probablement, una influència sobre ells. De retorn a Utrecht, pintaven temes d'història mitològics i religiosos i escenes de gènere, com els jugadors de cartes i gitans que Caravaggio havia abandonat al final de la seva carrera. Utrecht era la ciutat més Catòlica de les Províncies Unides, amb aproximadament un 40% de catòlics a mitjan segle xvii, i fins i tot més entre els grups d'elit, que incloïa bona part de la noblesa rural i l'aristocràcia resident a la ciutat. Prèviament havia estat el centre principal, després de Haarlem, de la pintura del Manieristes del Nord als Països Baixos. Abraham Bloemaert, que havia estat una figura principal en aquest moviment, i havia ensenyat a Honthursts i molts altres artistes, també estava receptiu a la influència dels seus alumnes, i canviava el seu estil moltes vegades abans de la seva mort el 1651.
El caravaggisme a Utrecht va acabar al voltant de 1630, quan els artistes principals varen morir, com el cas de Baburen i Terbrugghen, o havien canviat d'estil, com el canvi d'Honthorst cap als retrats i escenes d'història influenciades per les tendències flamenques popularitzades per Peter Paul Rubens i els seus seguidors. Deixaren un llegat, tanmateix, a través de la seva influència sobre l'ús del clarobscur de Rembrandt i de les "pintures de lloc" de Gerrit Dou (un gènere popularitzat per Honthorst).
Junt amb un altres Caravaggistes actius a Itàlia i Woerden, crearien l'ambient adient per a artistes posteriors que treballaren en una conducta inspirada del Caravaggisme com Georges de La Tour a la Lorena.